# Lijst van vlaggen van Liechtensteinse gemeenten
Dit artikel bevat een lijst van vlaggen van Liechtensteinse gemeenten. Liechtenstein is ingedeeld in elf gemeenten, die allemaal een eigen vlag hebben.

Balzers
Eschen
Gamprin
Mauren
Planken
Ruggell
Schaan
Schellenberg
Triesen
Triesenberg
Vaduz